# Polzeath

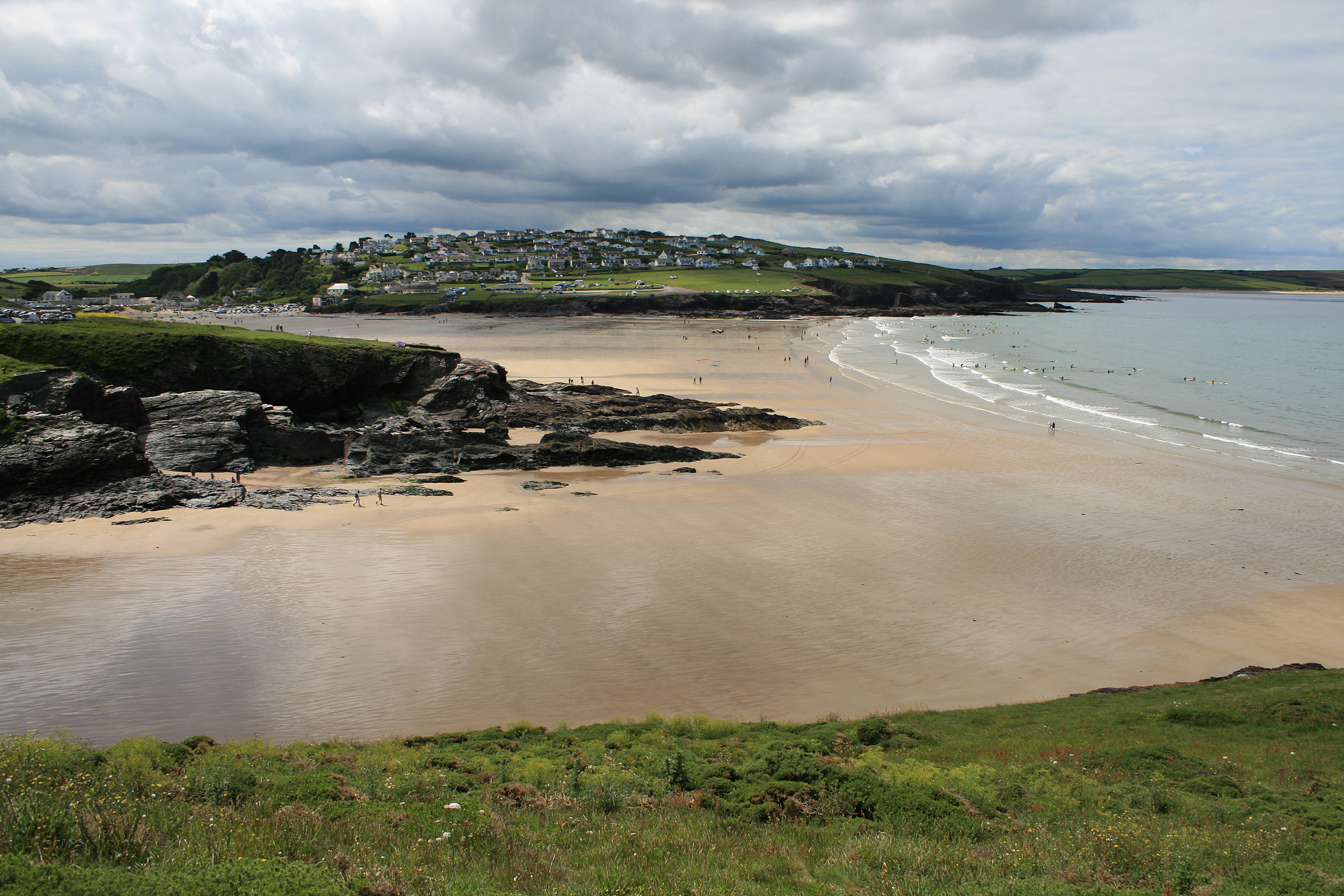
Spiaggia a Polzeath

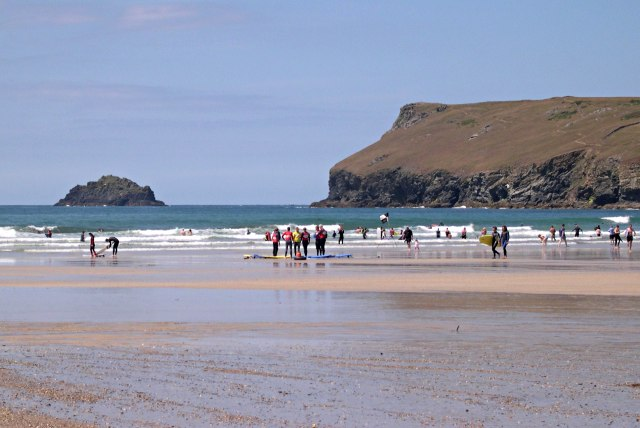
Spiaggia a Polzeath

Polzeath (pron.: (/pəlˈzɛθ; in lingua cornica: Polsegh) è una località balneare della costa settentrionale della Cornovaglia (Inghilterra sud-occidentale), situata lungo l'estuario sull'Oceano Atlantico del fiume Camel. Dal punto di vista amministrativo, si tratta di una frazione della parrocchia civile di St Minver.
Sin dall'epoca vittoriana, è una delle località balneari più popolari della Cornovaglia.

## Etimologia
Il toponimo in lingua cornica Polsegh (da cui: Polzeath) significa "torrente asciutto".

## Geografia fisica

### Collocazione
Polzeath si trova tra Newquay e Tintagel (rispettivamente a nord/nord-est della prima e a sud/sud-ovest della seconda) e ad ovest di Port Isaac, a circa 11 km a nord di Wadebridge e ad ovest/sud-ovest del villaggio "gemello" di New Polzeath (da cui dista circa 2,5 km) ed è situato di fronte al villaggio di Padstow

## Storia
Nel XIV secolo, Polzeath era un piccolo villaggio, che aveva subito le conseguenze della peste bubbonica che aveva colpito la Cornovaglia in quel periodo.
Nel 1590 fu costruito un mulino lungo il fiume Camel, che rimase in funzione fino al 1898.
Polzeath iniziò a svilupparsi come località balneare in epoca vittoriana (XIX secolo).
La località rimase tuttavia non molto sviluppata fino agli anni sessanta del XX secolo, quando furono costruite numerose case a Polzeath, così come nei vicini villaggi di New Polzeath e Trebetherick.

## Fauna
Al largo di Polzeath si possono ammirare delfini e puffini.

## Economia

### Turismo
La località è particolarmente frequentata dagli amanti del windsurf.

## Polzeath nella cultura di massa

### Letteratura
- La località balneare di Polzeath è celebrata nelle poesie di Sir John Betjeman, uno dei suoi frequentatori più illustri[5]